# Codex Freerianus
Il Codex Freerianus (numerazione Gregory-Aland: I o 016; numerazione von Soden: α 1041), anche detto Manoscritto Washington delle lettere paoline, è un manoscritto pergamenaceo onciale greco del V secolo, che prende il nome da Charles Lang Freer, il quale lo acquistò in Egitto. Il codice è conservato alla Freer Gallery of Art allo Smithsonian Institution di Washington, con il numero di inventario 06.275.

## Descrizione
Il codice contiene una parte delle lettere paoline, ad eccezione della Lettera ai Romani, e include anche la Lettera agli Ebrei, posta dopo la Seconda lettera ai Tessalonicesi. Il manoscritto è generalmente datato al V secolo, sebbene alcuni studiosi abbiano suggerito il VI secolo. Il codice era originariamente composto da 210 fogli di pergamena, 25 per 20 cm, dei quali si sono conservati solo 84, in maniera frammentaria. Il testo del codice, che contiene numerose lacune, fu scritto in una colonna per pagina, con 30 linee per colonna, in scriptio continua (le lettere e le parole non sono separate da spazi).
Il testo greco del codice, pubblicato nel 1921 da H.A. Sanders, è un buon rappresentante del tipo testuale alessandrino, e concorda strettamente più con א, A, C e 33 che con P46, B o 1739. Kurt Aland lo ha inserito nella Categoria II, riconducendolo al testo egiziano. La sua natura frammentaria ne limita l'utilità.

## Contenuti
Prima lettera ai Corinzi 10:29, 11:9-10. 18-19. 26-27; 12:3-4. 27-28; 14:12-13. 22.32-33; 15:3.15.27-28.38-39.59-50; 16:1-2.12-13;
Seconda lettera ai Corinzi 1:1.9.16-17; 2:3-4.14; 3:6-7.16-17; 4:6-7.16-17; 5:8-10.17-18; 6:6-8.16-18; 7:7-8.13-14; 8:6-7.14-17; 8:24-9:1; 9:7-8; 9:15-10:1; 10:8-10; 10:17-11:2; 11:9-10.20-21.28-29; 12:6-7.14-15; 13:1-2.10-11;
Lettera ai Galati 1:1-3, 11-13, 1:22-2:1, 2:8-9, 16-17, 3:6-8, 16-17, 24-28, 4:8-10, 20-23;
Lettera agli Efesini 2:15-18, 3:6-8, 18-20, 4:9-11, 17-19, 28-30, 5:6-11, 20-24, 5:32-6:1, 6:10-12, 19-21;
Lettera ai Filippesi 1:1-4, 11-13, 20-23, 2:1-3, 12-14, 25-27, 3:4-6, 14-17, 4:3-6, 13-15;
Lettera ai Colossesi 1:1-4, 10-12, 20-22, 27-29, 2:7-9, 16-19, 3:5-8, 15-17, 3:25-4:2, 4:11-13;
Prima lettera ai Tessalonicesi 1:1-2, 9-10, 2:7-9, 14-16, 3:2-5, 11-13, 4:7-10, 4:16-5:1, 5:9-12, 23-27;
Seconda lettera ai Tessalonicesi 1:1-3, 10-11, 2:5-8, 14-17, 3:8-10;
Lettera agli Ebrei 1:1-3. 9-12; 2:4-7.12-14; 3:4-6.14-16; 4:3-6.12-14; 5:5-7; 6:1-3.10-13; 6:20-7:2; 7:7-11.18-20; 7:27-8:1; 8:7-9; 9:1-4.9-11.16-19. 25-27; 10:5-8.16-18.26-29.35-38; 11:6-7.12-15.22-24.31-33; 11:38-12:1; 12:7-9.16-18.25-27; 13:7-9.16-18.23-25;
Prima lettera a Timoteo 1:1-3.10-13; 1:19-2:1; 2:9-13; 3:7-9; 4:1-3.10-13; 5:5-9.16-19; 6:1-2.9-11.17-19;
Seconda lettera a Timoteo 1:1-3.10-12; 2:2-5.14-16.22-24; 3:6-8; 3:16-4:1; 4:8-10.18-20;
Lettera a Tito 1:1-3.10-11; 2:4-6.14-15; 3:8-9;
Lettera a Filemone 1-3. 14-16.